# محمد عبد الحميد سالم
محمد عبد الحميد سالم ( من مواليد 15 يونيو 1937م) هو أستاذ الأدب العربيّ والنقد المتفرغ.

## التاريخ الوظيفي
- مدرّس بالتعليم العام بمصر من 1964-1962 م.
- محاضر بالمعهد العالي للمعلمات بتَعِزْ[1] –وغيره- بالجمهورية العربية اليمنية من عام 1973م إلى عام 1977م.
- شغل مشرف عام على مادة التخصص بالتعليم الثانوي بمصر 1978/1979 م.
- عمل مدرس في:
- كلية الألسن 1980م.
- كلية الألسن 1985م.
- كلية الآداب للبنات بالرياض-المملكة العربية السعودية- من عام 1985/1990م.
- كلية الألسن 1990م.
- رئيس قسم اللغة العربية بكلية الألسن لمدة أحد عشر عامًا، من عام 1991/2002م.
- (شعبة اللغة العربية لغير الناطقين بها) بالكلية من عام :1995/2002م.
- على قسم الدراسات الأدبية (ندبًا) بكلية الدراسات العربية (دار العلوم حاليا) بجامعة المنيا 1994م.
- زائر لكلية العلوم الإنسانية بجامعة الإمارات 1997/1998 م.

## البحوث العلمية
1. (سجع المطوّق) لابن نُباتة المصريّ؛ دراسة فنية. صحيفة الألسن/1984م.[2]
2. (دور المرأة في الدعوة إلى السلم في العصر الجاهليّ)؛ مجلة كلية الآداب للبنات بالرياض –السعودية- العدد الثاني للعام الجامعيّ: 1405/1406 هـ الموافق 1985م.
3. (طبقات فحول الشعراء –لابن سلّام الجمحيّ- وأثرها في الدراسات النقدية الحديثة) مجلة كلية للبنات بالرياض –العدد الأول للعام الجامعيّ: 1406/1407 هـ الموافق 1986 م.
4. (قضية الوضع والانتحال بين القدماء والمحدثين) ؛ مجلة كلية الآداب للبنات بالرياض العدد الثاني من العام الجامعيّ 1407/1408 هـ الموافق 1987م.
5. (ألحان السواجع بين البوادي والمراجع) للصفدي، و(سجْع المطوّق) لابن نُباتَة المصريّ: دراسة موازنة؛ مجلة الدَّارة بالرياض –السعودية- العدد الثالث. السنة الرابعة عشرة، جمادى الآخرة: 1409هـ الموافق 1989م.
6. (الأدب في العصر العثمانيّ بين منصفيه والطاعنين فيه) المجلة العربية بالسعودية 2002م.
7. (المُقنع الكنديّ: أخباره وأشعاره)؛ مجلة العرب (مؤسسة حمد الجاسر) السعودية 2008م.
8. (مُتمّم بن نويره: أخباره وأشعاره)، مجلة الفيصل السعودية 2008م.
9. (الصّالحيّ أمير الأدباء العثمانيين)، صحيفة الندوة-مكة المكرمة- العدد 198،أكتوبر 2008م.
10. (السّفاح التغلبيّ:شاعرًا)، [وج] مجلة ثقافية يُصدرها نادي الطائف الأدبيّ الثقافيّ، العدد الثاني يناير 2009م.
11. تقديم العشرات من البحوث الأدبية للبرنامج الثاني بالإذاعة المصرية؛ برنامج (قصيدة وشاعر).[2]

## المؤلفات والتحقيقات
1. (فكرة السلام في الأدب الجاهليّ: دراسة تحليلية أدبية).
2. (ألحان السواجع بين البادي والمُراجع) للصفديّ، تقديم وتحقيق؛ جزءان.
3. (من تراثنا الأدبيّ: عرضًا نقدًا) جزءان.
4. (من تراثنا التاريخيّ: عرضًا ونقدًا).
5. (قراءة في النثر الجاهليّ: قضاياه وفنونه).
6. (شعر المهذّب بن الزبير: جمع وتحقيق ودراسة).
7. (ديوان تاج الملوكي الأيوبيِّ: تحقيق ودراسة).
8. (ابنُ عاصم الموقفيّ: شاعرًا).
9. (التيارُ السياسيُّ في شعر إبراهيم بن المهديِّ: دراسة تحليلية أدبية).
10. (السَّلْم في شعر البحتري: دراسة تحليلية أدبية).
11. (الجملة الفعلية) -من الدراسات النحوية- قراءة تحليلية.
12. (قراءة في الأدب الجاهليَّ: قضاياه ونصوصه).
13. (الأدب الإخوانيُّ في القرن الثامن الهجري، بين الصفدي ومعاصريه في مصر والشام).
14. (قراءة في الأدب العباسيِّ حتى نهاية القرن الرابع الهجريِّ: قضاياه واتجاهاته الفنية).
15. (الوزير المصري طلائعُ بن رُزّيْك –الملقب بالملك الصالح-: حياته وشعره).
16. (في ظلال تراثنا الأدبي: قراءة تحليلية).
17. (السفاح التغلبي: حياته وشعره).
18. (سوانح الأفكار والقرائح في غُرر الأشعار والمدائح)لشمس الدين محمد بن هلال الصالحي، المتوفى 1012هجرية: تحقيق ودراسة).[2]
19. (شعر أبي طالب في نصرة النبيّ صلى الله عليه وسلم).
20. (عبيد الله بن الحر: الشاعر السياسي الثائر –قائد ثورة الأحرار للإصلاح الاجتماعي والسياسي في عصره-).
21. (الشهيدة زينب بنت الرسول –صلى الله عليه وسلم-: رمز التضحية والصبر والوفاء).
22. (حمزة بن عبد المطلب –رضي الله عنه- «سيد الشهداء»: رمز الصدق والوفاء والفداء).